# Om Sara
Om Sara er en svensk dramafilm fra 2005 skrevet og instrueret af Othman Karim. Den har Linda Zilliacus i hovedrollen.

## Handling
Tyveårige Sara drømmer om et godt job og et lykkeligt familieliv. I 10 år opbygger sit hun liv som både professionel kvinde og som privatperson. Hun har succes i sit liv som ejendomsmægler, men har lidt svært ved at finde sand lykke i sit privatliv.

## Medvirkende (i udvalg)
- Linda Zilliacus som Sara
- Alexander Skarsgård som Kalle
- Eva Rydberg som Kalles mor
- Alexander Karim som Pelle
- Cecilia Zwick Nash som Louise